# 2-Länder-Route
Die 2-Länder-Route (2LR) ist ein 275 km langer Radfernweg in Nordrhein-Westfalen und den Niederlanden. Sie führt von der Kaiserstadt Aachen bis nach Nijmegen und wechselt dabei mehrfach über die deutsch-niederländische Grenze.

## Streckenverlauf
Die Route folgt über weite Strecken dem Verlauf von Maas und Wurm. Größere Steigungen sind nur auf dem Streckenabschnitt in und um Aachen zu überwinden, bis sich die Route durch typisch niederrheinische Landschaft zwischen Rhein und Maas in meist ebenem Gebiet fortsetzt. Somit ist die Route sowohl landschaftlich als auch kulturell interessant, insbesondere da sie zu rund 350 historischen Sehenswürdigkeiten der deutsch-niederländischen Geschichte führt. Bei Xanten trifft die 2-Länder-Route auf den Rhein, dessen ungefähren Verlauf sie bis Nijmegen folgt und sich so in Teilen mit der Via Romana überschneidet. Weitere Überschneidungen finden sich unter anderem in Aachen mit der Kaiser- und der Wasserburgen-Route, in Roermond mit dem RurUfer-Radweg, abermals in Xanten mit der Römerroute und in Nijmegen mit dem Rheinradweg.